# I bastardi (romanzo)
I bastardi è un romanzo di Vladimir Nabokov, scritto e pubblicato per la prima volta in inglese nel 1947 e in lingua italiana, dalla casa editrice Rizzoli, nel 1967. In italiano è stato tradotto, in seguito, da Adelphi con il titolo Un mondo sinistro. È ambientato in un paese dittatoriale di fantasia dell'Europa orientale.

## Personaggi
- Adam Krug, protagonista, professore universitario di filosofia, è il pensatore più noto di Padukgrad.
- Olga, moglie di Krug.
- David Krug, figlio di Adam Krug.
- Paduk (detto anche 'Toad', il Rospo), dittatore di Padukgrad, già compagno di scuola di Krug.
- Dr. Azureus
- Hustav
- Ember

## Edizioni italiane
- I bastardi, trad. di Bruno Oddera, Milano: Rizzoli (coll. "La scala"), 1967
  - stessa trad., ivi (coll. "BUR" n. L 203), 1978
- Un mondo sinistro, trad. di Franca Pece, Milano: Adelphi (coll. "Biblioteca Adelphi" n. 613), 2013 ISBN 9788845928222